# Anjuman-i Himayat-i-Niswan
Anjuman-i Himayat-i-Niswan (Asociación para la Protección de las Mujeres) fue una organización de mujeres en Afganistán, fundada en 1928. Fue la primera organización de este tipo en Afganistán.

## Historia
Fue fundada por la hermana del rey, la princesa Sahira Begum Seraj Al Banat y la reina Soraya Tarzi. Su presidenta fue la hermana del rey, la princesa Kubrah. Fundada como parte del proyecto de modernización de los reyes para reformar la sociedad, era parte de la política que incluía la emancipación de la mujer. La princesa Kubrah era responsable de "coordinar, supervisar y guiar" su trabajo para conseguir la liberación de la mujer. Su oficina en Kabul contaba con doce integrantes activas para ayudarla.
Su propósito era animar a las mujeres a utilizar las nuevas leyes reformadas en materia de derechos de la mujer introducidas por el rey Amanulá Khan, como eran la prohibición de la poligamia y la nueva ley de matrimonio y divorcio, además de hacer cumplir la política de emancipación femenina introducida por el gobierno. Se animaba a las mujeres a no usar el velo; no aceptar la segregación de género, siendo un ejemplo para ello, la Reina; a educarse y a convertirse en profesionales para contribuir a la sociedad. La organización tenía una oficina abierta en Kabul, a la que las mujeres podían acudir en busca de ayuda apelando a las nuevas leyes reformadas del rey y denunciar a sus maridos, hermanos y padres si eran maltratadas.
Sin embargo, la política de emancipación fue muy controvertida y difícil de aplicar en la sociedad afgana. Además, el rey Amanulá Khan y la reina Sorya Tarzi fueron depuestos en 1929. Tras su destitución, su sucesor, Habibullah Ghazi, restringió de nuevo los derechos de la mujer ya que prohibió la escolarización de las niñas, reintrodujo el velo y volvió a imponer la segregación por sexos. La Asociación de Mujeres Anjuman-i Himayat-i-Niswan, así como la revista femenina Irshad-e Naswan, fueron prohibidas, las escuelas para niñas fueron cerradas y las estudiantes a las que se había permitido estudiar en Turquía fueron obligadas a volver a Afganistán y a llevar el velo. Se impuso de nuevo el purdah.
El movimiento de mujeres en Afganistán no se reanudó hasta después de la Segunda Guerra Mundial, con la fundación de la Women's Welfare Association (Asociación para el Bienestar de la Mujer) fundada en 1946.